# Convair X-6
Convair X-6 mělo být experimentální letadlo, které mělo sloužit k vývoji letadla používající jaderný pohon. Byly objednány dva letouny X-6, ale dříve než byly vyrobeny byl projekt zrušen, v rámci projektu vznikl jen upravený Convair NB-36H, který měl na palubě jaderný reaktor, který ale nesloužil k pohonu letadla.
 X-6 měl posloužit k otestování pohonu, stínění, k zjištění vlivu záření na letecké systémy, radiobiologie. Za projekt jaderného letadla bylo mezi lety 1946–1961 utraceno 7 miliard dolarů.